# Emil Lehweß

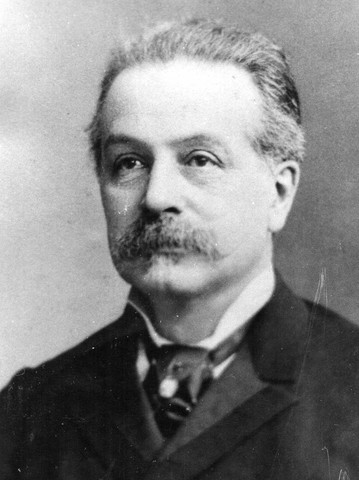
Emil Lehweß, um 1900

Friedrich Wilhelm Emil Lehweß (* 19. April 1839 in Berlin; † 10. November 1906 ebenda) war ein deutscher Jurist.

## Leben
Emil Lehweß stammte aus einer alteingesessenen Berliner Familie. Nach dem Abitur entschied er sich schließlich für eine Laufbahn als Jurist. Er studierte an der Ruprecht-Karls-Universität in Heidelberg und war dort im Jahr 1860 Mitglied der Studentenverbindung Corps Vandalia Heidelberg. In einem 1911 erschienenen Katalog von Silhouetten deutschsprachiger Corps-Mitglieder wird er als sogenannter „Heidelberger Vandale“ aufgeführt.
Nach dem Studium arbeitete er in Berlin. 1864 wurde Lehweß zum Gerichtsreferendar ernannt. 1876 war er königlicher Stadtrichter am Stadtgericht Berlin. 1890 wurde er als Oberlandesgerichtsrat zu Hamm an das Kammergericht in Berlin versetzt und wurde damit Kammergerichtsrat. Er gelangte in hohe Positionen und war zuletzt Senatspräsident am Kammergericht.
Im November 1906 starb Emil Lehweß im Alter von 67 Jahren an einem Herzschlag. Die Vossische Zeitung meldete den Tod am 13. November und veröffentlichte einen Nachruf.

## Auszeichnungen
- Roter Adlerorden 2. Klasse[7]
- Königlicher Kronen-Orden 2. Klasse[8]
- 1904: Geheimer Oberjustizrat[9][10]

## Privates
Emil Lehweß war ab 1873 mit Johanna Maria Duncker (1849–1929) verheiratet, einer Tochter des Verlegers und Sozialreformers Franz Duncker. Aus dieser Ehe gingen mehrere Kinder hervor, darunter der 1875 geborene spätere Architekt Walter Lehweß.